# Danh sách vụ tai nạn hàng không tại Việt Nam
Danh sách này không tính đến các vụ máy bay chiến đấu theo các chủng loại tiêm kích, cường kích, ném bom, vận tải của lực lượng không quân của các bên tham chiến bị bắn rơi trong các trận không chiến hay bị hỏa lực phòng không mặt đất bắn rơi trong Chiến tranh Thái Bình Dương, Chiến tranh Đông Dương và Chiến tranh Việt Nam cũng như các tai nạn của máy bay Việt Nam nhưng nằm ngoài lãnh thổ Việt Nam

## Thế kỷ 20

### Thập niên 1960
- Ngày 10 tháng 11 năm 1962, một chiếc DC-3 của Air Vietnam bị rơi. Đây là tai nạn đầu tiên của hãng kể từ ngày đầu thành lập, làm thiệt mạng toàn bộ 20 người, gồm 6 quân nhân và phi hành đoàn 3 người. Cơ trưởng chuyến bay này là phi công thuê người Đài Loan Chen Wan Tsun.a. Nguyên nhân tai nạn được kết luận là máy bay bị cháy từ phía dưới đuôi, lan vào giữa thân, làm dây cáp các bộ phận lái đuôi không điều khiển được. Đồng thời thêm tình trạng hành khách hốt hoảng, hỗn loạn làm máy bay mất thăng bằng, khiến phi công không thể điều khiển được...[1]
- Lúc 10 giờ 32 phút ngày 16 tháng 9 năm 1965, chuyến bay thương mại DC-3 phiên hiệu XV.NIC của Air Vietnam sau khi trả hành khách từ Sài Gòn ra Quảng Ngãi đã chuẩn bị cất cánh trở lại Tân Sơn Nhất. Điều kiện thời tiết không vấn đề gì bất thường, chỉ có một chút mưa nhẹ, nhưng gió không đáng kể, tầm nhìn xa. Chiếc DC3 mất cao độ, rơi xuống chân núi Hùm, xã Tư Bình, quận Tư Nghĩa (nay là huyện Tư Nghĩa), Quảng Ngãi, cách phi trường khoảng 7 km về hướng đông nam. Toàn bộ phi hành đoàn ba người và 37 hành khách, trong đó có 7 phụ nữ cùng 2 trẻ em, thiệt mạng ngay lập tức. Chiếc máy bay cánh quạt DC3 cũng bị hư hỏng, tiêu hủy đến 90% trên mặt đất.[1]
- Ngày 20 tháng 9 năm 1969, một chiếc DC-4 Air Vietnam trên đường bay từ Pleiku đến Đà Nẵng thì va chạm với chiếc F-4 của Không quân Hoa Kỳ làm 74 trên 75 người trên máy bay và 2 dân thường dưới mặt đất thiệt mạng. Chiếc F-4 hạ cánh an toàn.[2]

### Thập niên 1970
- Ngày 30 tháng 9 năm 1970, chiếc DC-3 số hiệu B-305 của Air Vietnam trên đường từ Buôn Ma Thuột đi Huế thì rơi gần khu vực núi Hải Vân tại Đà Nẵng làm 3 người thiệt mạng.[3]
- Ngày 27 tháng 11 năm 1970: một chiếc C-123 của Không lực Hoa Kỳ đâm vào núi gần Nha Trang làm 79 nhân viên thiệt mạng.[4]
- Ngày 30 tháng 4 năm 1971, chiếc MiG-21U của Không quân Nhân dân Việt Nam do phi công Cống Phương Thảo chở huấn luyện viên Liên Xô là đại úy Yuri Poyarkov gặp nạn tại khu vực Vườn quốc gia Tam Đảo trong khi bay huấn luyện. Các lực lượng chức năng của Việt Nam đã tổ chức tìm kiếm song không thu được kết quả. Chiếc máy bay được cho là bị mất tích cho đến khi các mảnh vỡ được tìm thấy 47 năm sau vào năm 2018.[5]
- Ngày 27 tháng 4 năm 1972, chiếc UH-1 của Không lực Việt Nam Cộng Hòa bị rơi khi hạ cánh tại sân bay Bình Thủy, khiến thiếu tướng Nguyễn Huy Ánh và phi hành đoàn đều tử nạn.
- Ngày 5 tháng 6 năm 1972, chiếc C-46 của Air America rơi khi đang hạ cánh tại Phú Bài, Huế làm 32 người thiệt mạng.
- Ngày 15 tháng 6 năm 1972, chuyến bay CX700Z của hãng Cathay Pacific từ Bangkok đến Hong Kong bị nổ tung trên bầu trời Việt Nam giữa Gia Lai và Quy Nhơn. Tất cả 81 hành khách và phi hành đoàn đều thiệt mạng. Điều tra cho thấy chiếc máy bay Convair này bị đặt bom bởi mâu thuẫn cá nhân.[6][7]
- Ngày 26 tháng 8 năm 1972, chiếc C-123 của Air America rơi gần Pleiku làm 8 người trong máy bay thiệt mạng.
- Ngày 24 tháng 9 năm 1972, chiếc C-54 của Air Vietnam rơi gần Bến Cát, Củ Chi làm 10 trên 13 người thiệt mạng.
- Ngày 19 tháng 3 năm 1973, chiếc máy bay DC-4 của Air Vietnam từ Sài Gòn đi Ban Mê Thuột bị nạn trong khi đang hạ cánh do một vụ nổ xảy ra trong khoang hành lý làm tất cả 58 người thiệt mạng. Có khả năng là do đánh bom khủng bố.[8]
- Ngày 17 tháng 11 năm 1973, chiếc Douglas DC-3 của Air Vietnam rơi tại Quảng Ngãi làm 27 người thiệt mạng.
- Ngày 20 tháng 2 năm 1974, chiếc Douglas DC-4 của Air Vietnam từ Quy Nhơn đến Đà Nẵng thì bị không tặc khống chế, ra lệnh cho phi công chuyển hướng đến Đồng Hới, Bắc Việt Nam. Tuy nhiên viên phi công đã cho máy bay hạ cánh tại Phú Bài, Huế. Khi nhận ra mình bị lừa, người không tặc đã kích hoạt thiết bị nổ để tự sát, đồng thời khiến cho ba người bị thương vong.[9]
- Ngày 8 tháng 3 năm 1974, một chiếc Antonov 24 của chính phủ Pathet Lào bị rơi gần Hà Nội làm tất cả 18 người trên máy bay thiệt mạng. Trong số hành khách có 15 nhà báo và đoàn ngoại giao Algerie đang đi chuyến thăm các nước châu Á.[10]
- Ngày 15 tháng 9 năm 1974, một người đàn ông khống chế chiếc máy bay Boeing 727 của Air Vietnam; trên đường bay từ Đà Nẵng đến Sài Gòn và ra lệnh bay ra Hà Nội. Ông ta cho nổ hai trái lựu đạn và chiếc máy bay rơi ở Phan Rang khi nó vượt quá đường băng trong lúc đang cố gắng hạ cánh. Tất cả 75 người trên máy bay đều thiệt mạng.[11][12]
- Ngày 12 tháng 3 năm 1975, chiếc DC-5 C54-D của Air Vietnam bị rơi gần Pleiku sau khi cất cánh từ phi trường Vientiane-Wattay đến Sài Gòn làm cả 26 người trên máy bay thiệt mạng.[13]
- Ngày 29 tháng 3 năm 1975, chiếc trực thăng UH-1H chở Thiếu tướng Nguyễn Văn Điềm - Tư lệnh Sư đoàn 1 Bộ binh kiêm Quân trấn trưởng Đà Nẵng cùng hơn 10 quân nhân Quân lực Việt Nam Cộng hòa bay từ Non Nước (Đà Nẵng) lúc hoàng hôn di tản về Quy Nhơn, Bình Định. Vì chở nặng và bay trong đêm cộng thêm sương mù nên trực thăng bay theo ven biển nên khi bay đến địa phận Quận Bình Sơn, Quảng Ngãi, trực thăng chao đảo, cánh quạt chạm nước gây tai nạn và chìm xuống biển. Toàn bộ hơn 10 người gồm Phi hành đoàn, Thiếu tướng Nguyễn Văn Điềm cùng một số sĩ quan Chỉ huy, Tham mưu - trong đó có Đại tá Võ Toàn, Trung đoàn trưởng Trung đoàn 1 pháo binh thuộc Sư đoàn 1, và một Thượng sĩ Y tá đều thiệt mạng. Khi tử nạn, tướng Điềm mới 45 tuổi.
- Ngày 4 tháng 4 năm 1975, chiếc máy bay C-5 Galaxy chở hơn 240 trẻ em và hơn 50 hành khách khác rời khỏi Sài Gòn trong chiến dịch Babylift thì bị nổ khoang hành lý và mất áp suất khi đang ở trên không phận Vũng Tàu. Phi công cho máy bay quay lại phi trường Tân Sơn Nhất nhưng hệ thống lái của máy bay bị tê liệt và lao thẳng xuống ruộng xuống ruộng lúa, bốc cháy, buồng lái và đầu máy bay tách ra khỏi thân máy bay khi chỉ còn cách sân bay vài cây số. Có từ 138 đến 314 người bị thiệt mạng trong vụ tai nạn hàng không thảm khốc nhất trong lịch sử Việt Nam này nhưng nhờ vào hành động mau lẹ của phi hành đoàn, hơn 175 người trong hơn 300 người trên máy bay được cứu sống.[14][15][16][17][18][19][20][21]
- Ngày 27 tháng 12 năm 1975, chiếc máy bay C-47 của Quân đội nhân dân Việt Nam, bay từ sân bay Tân Sân Nhất ra Hà Nôi, gồm tổ lái 4 người và 20 cán bộ chiến sỹ.  Máy bay định hạ cánh xuống sân bay Gia lâm,  nhưng do sự cố  kỹ thuât, máy bay bị rơi tại cánh đồng  huyện Văn Giang, Hưng Yên. Vụ rơi làm phần đuôi máy bay  bị đứt lìa, 21 người chết, 3 ngưòi bị thương, trong đó 2 người bị thương nặng, 1 người bị thương nhẹ là thượng úy Nguyễn Đình Ngọc. Những ngưòi bị thương được cấp cứu và điều trị tại bệnh viện giã chiến số 12 tại  Trâu quỳ, Gia Lâm. Thượng úy Ngọc sau điều trị tiếp tục trở lại công tác trong quân đội. Năm 1984 ông nghỉ hưu, hiện đang sống tại Đông anh, Hà Nội.
- Ngày 28 tháng 8 năm 1976: Máy bay SE-210 Caravelle III của Air France bay từ Bangkok để sơ tán 106 nhân viên ngoại quốc ra khỏi Thành phố Hồ Chí Minh thì bị không tặc (tình nghi là cựu quân nhân Việt Nam Cộng hòa) khi đang đáp tại Tân Sơn Nhất. Sau khi toàn bộ tổ bay được thả, người này ném lựu đạn vào buồng lái tự sát khi các nhân viên công lực áp sát chiếc máy bay.[22]
- Tháng 1 năm 1977, Trung đoàn trưởng Hoàng Ngọc Trung thực hiện chuyến bay nhiệm vụ trên máy bay C-47. Máy bay bị tai nạn, trung đoàn trưởng cùng tổ bay hy sinh.[23]
- Tháng 3 năm 1979: chiếc máy bay An-24 của Air Vietnam (hãng HK của Việt Nam Cộng hòa) chở đoàn cố vấn quân sự Liên Xô gặp nạn khi hạ cánh xuống sân bay Đà Nẵng, 6 người gồm phi công, các chuyên gia Liên Xô và thiếu tướng không quân Malyn thiệt mạng.[24]

### Thập niên 1980
- Ngày 16 tháng 9 năm 1987: Máy bay vận tải quân sự An-26 số hiệu 285 thuộc Trung đoàn Không quân vận tải 918, Quân chủng Không quân bay chặng Gia Lâm - Đà Nẵng - Tân Sơn Nhất thì mất tích sau khi cất cánh từ Đà Nẵng. Tháng 3 năm 1988, người dân địa phương tìm được xác máy bay trên núi Lẹp, Lộc Châu, Bảo Lộc, Lâm Đồng. Tháng 5 năm 1991, quy tập được hài cốt của 62 người gồm phi hành đoàn và các chiến sĩ, cán bộ cùng người thân. Nguyên nhân tai nạn được cho là do thời tiết xấu, mây mù dày đặc. Sau vụ máy bay rơi, địa danh núi Lẹp ở Bảo Lộc được đồng bào người Mạ địa phương gọi tên là "đồi máy bay".[25]
- Ngày 9 tháng 9 năm 1988: Một chiếc Tupolev Tu-134 xuất phát từ Hà Nội với 81 hành khách rơi trong lúc đang tiến gần đến Bangkok. 78 người đã thiệt mạng, trong đó có Bộ trưởng Bộ Y tế Đặng Hồi Xuân. Chiếc máy bay bị phá hủy hoàn toàn, bị cắt đứt thành ba đoạn. Nguyên nhân do chiếc máy bay đi vào vùng thời tiết xấu và bị sét đánh. Chiếc máy bay nổ sau khi rơi xuống một cánh đồng cách Sân bay quốc tế Đôn Mường 6 km. Có 3 người may mắn sống sót trong vụ này gồm 1 phi công, 1 nữ tiếp viên hàng không và 1 hành khách.
- Ngày 8 tháng 7 năm 1989: Một chiếc An-12 của Không quân Liên Xô hạ cánh khẩn cấp xuống sân bay Cam Ranh trượt ra khỏi đường băng làm 20 người trên máy bay thiệt mạng.[26][27]

### Thập niên 1990
- Ngày 12 tháng 1 năm 1991: Một chiếc Tupolev Tu-134 với 76 hành khách đã bị rơi khi chuẩn bị hạ cánh xuống Sân bay Tân Sơn Nhất (Thành phố Hồ Chí Minh). Từ 9 mét, chiếc Tu-134 bỗng nhiên mất độ cao, rơi mạnh xuống với càng trái chạm đường băng trước tiên. Không có thương vong nào nhưng chiếc máy bay bị phá hủy hoàn toàn.
- Ngày 14 tháng 11 năm 1992: Chuyến bay VN-474 của Vietnam Airlines được thực hiện bởi một chiếc Yakovlev Yak-40 (sản xuất năm 1976) xuất phát từ Thành phố Hồ Chí Minh với 31 hành khách và phi hành đoàn đâm vào núi tại thung lũng Ô Kha gần sân bay Nha Trang trong một cơn bão nhiệt đới. 29 người thiệt mạng và chỉ có một hành khách Hà Lan là Annette Herfkens sống sót do phải mất gần 8 ngày để đội cứu hộ đến được hiện trường. Chiếc máy bay bị phá hủy hoàn toàn.[28]
- Ngày 22 tháng 11 năm 1992: chiếc trực thăng Mi-8 của quân đội được huy động từ Hà Nội chở theo lực lượng cứu nạn chuyến bay VN-474 lại tiếp tục gặp nạn gần vùng núi Ô Kha làm 7 người trên máy bay tử nạn.
- Ngày 26 tháng 3 năm 1994: chiếc trực thăng AS350 Écureuil do Công ty Heli Jet Việt Nam (liên doanh với VASCO) chở du khách Pháp từ sân bay Gia Lâm đi Điện Biên Phủ thăm chiến trường xưa bị rơi tại khu vực Núi U Bò, xã Hang Chú, huyện Bắc Yên, tỉnh Sơn La do thời tiết xấu. Cả năm người trên máy bay đều thiệt mạng. Ngọn núi này được nhiều người mệnh danh là "Tam giác quỷ Bermuda" của Việt Nam.
- Ngày 12 tháng 12 năm 1995: đội bay biểu diễn có tên Russkie Vityazi (hiệp sĩ Nga) của Nga đang trên đường trở về nước sau khi tham dự biểu diễn hàng không tại Malaysia thì gặp tai nạn khi ghé qua căn cứ Cam Ranh để tiếp xăng. Chiếc IL-76 đột ngột trở hướng trong điều kiện mây mù làm ba chiếc phản lực cơ Su-27 bay kèm theo đâm vào núi gần Cam Ranh làm bốn phi công Nga thiệt mạng.
- Ngày 31 tháng 10 năm 1996, Trung đoàn không quân 937 đóng ở sân bay Phan Rang đã xảy ra vụ tai nạn bay Su-22M4, phi công hy sinh và máy bay hỏng hoàn toàn.
- Ngày 3 tháng 9 năm 1997: Chuyến bay số 815 của Vietnam Airlines lịch trình từ TP Hồ Chí Minh đi Phnôm Pênh bị tai nạn khi tiếp cận đường băng hạ cánh, làm 65/66 người trên chuyến bay thiệt mạng.
- Ngày 06 tháng 7 năm 1998: Chiếc máy bay Su-27SK mang số hiệu 6007 của trung đoàn không quân 937, trong khi bay từ quần đảo Trường Sa về sân bay Phan Rang thì bị mất tích trên biển.

## Thế kỷ 21

### Thập niên 2000
- Ngày 7 tháng 4 năm 2001, một chiếc trực thăng Mi-17 thuộc Công ty Dịch vụ Bay miền Bắc chở các nhân viên quân sự Việt Nam và Hoa Kỳ đi tìm lính Mỹ bị mất tích trong chiến tranh Việt Nam rơi tại vùng núi Am, huyện Bố Trạch, tỉnh Quảng Bình làm thiệt mạng toàn bộ 16 người trên máy bay gồm 9 người Việt và 7 người Mỹ. Nguyên nhân gây ra tai nạn hiện vẫn chưa được xác định rõ.
- Ngày 9 tháng 3 năm 2004, một chiếc Yak-52 bay huấn luyện cất cánh từ sân bay Nha Trang đã rơi xuống nhà dân ở thôn Suối Lau, xã Suối Cát, huyện Diên Khánh, tỉnh Khánh Hoà làm một cụ già thiệt mạng và một cháu bé bị thương nặng. Hai phi công chỉ bị xây xát nhẹ.
- Ngày 24 tháng 8 năm 2004, một chiếc MiG-21 số 5321 cất cánh từ sân bay Kiến An, Hải Phòng bị nạn rơi xuống xã Kim Đính, huyện Kim Thành, tỉnh Hải Dương khiến phi công Nguyễn Văn Thái hy sinh.
- Ngày 24 tháng 9 năm 2004, một chiếc tiêm kích MiG-21 thuộc Trung đoàn 940 đóng tại Phù Cát, trong lúc thực hành bay bài bay độ cao thấp đã va vào núi tại địa phận huyện Phù Mỹ, tỉnh Bình Định. Hai phi công hy sinh.
- Ngày 26 tháng 1 năm 2005, chiếc trực thăng Mi-8 xuất phát từ đoàn bay Trung đoàn 954, Sư đoàn 372 tại Đà Nẵng chở đoàn cán bộ sĩ quan Quân đội Nhân dân Việt Nam và phóng viên từ sân bay Vinh đi đảo Hòn Mê (thuộc huyện Tĩnh Gia, Thanh Hóa). Lúc 15h 43 cùng ngày chiếc máy bay cất cánh từ Hòn Mê ra Hòn Mắt trong thời tiết sương mù dày đặc. Khi vừa rời mặt đất được 2 phút, do không nhận ra hướng bay nên máy báy đâm vào vách núi tại Hòn Mê, gây tiếng nổ lớn khiến toàn bộ chiếc máy bay bốc cháy. Tất cả 15 người cùng phi công trên máy bay đều tử nạn, trong đó có Trung tướng Trương Đình Thanh - Tư lệnh Quân khu, Thiếu tướng Nguyễn Bá Tuấn - Phó Tư lệnh kiêm Tham mưu trưởng Quân khu 4. Trong số người gặp nạn còn có năm đại tá và hai thượng tá.
- Ngày 29 tháng 4 năm 2005, chiếc máy bay huấn luyện L-39 thuộc E910 của Trường Sĩ quan không quân Việt Nam đang bay trên bầu trời Nha Trang thì đột ngột chết máy. Hai phi công đã điều khiển máy bay bay ra biển và nhảy dù. Trung úy Hưng, học viên bị thương nhẹ, còn đồng chí thượng tá Dương Văn Thanh, trung đoàn phó đã hy sinh khi đang cố gắng đưa chiếc máy bay ra khỏi khu du lịch.[29]
- Ngày 4 tháng 11 năm 2005, một chiếc máy bay trinh sát M-28 Mielec của không quân (thuộc Trung đoàn 918) đột ngột bốc cháy và rơi xuống khu vực bãi cỏ xã Phù Đổng, huyện Gia Lâm, ngoại thành Hà Nội làm tất cả ba thành viên phi hành đoàn hy sinh.
- Ngày 12 tháng 4 năm 2006, máy bay MiG-21 thuộc Trung đoàn 940 đóng tại Phù Cát, trong lúc bay tập luyện đã bị trục trặc kỹ thuật và rơi tại xã Phước Hòa, Tuy Phước, Bình Định, hai viên phi công kịp nhảy dù an toàn, một phi công bị thương nhẹ khi tiếp đất.[30]
- Ngày 11 tháng 5 năm 2006, một chiếc MiG-21 khác đâm vào nhà dân tại thôn Vân Sơn, xã Nhơn Hậu huyện An Nhơn tỉnh Bình Định. Hai phi công nhảy dù ra an toàn nhưng một số nhà dân bị thiệt hại hay phá huỷ. Không có thương vong về người.
- Ngày 9 tháng 8 năm 2006, một chiếc Su-22M4 của trung đoàn không quân 937 khi đang bay diễn tập đã đâm thẳng vào chân núi Hòn Khô, thuộc địa bàn xã Hòa Sơn, huyện Ninh Sơn, tỉnh Ninh Thuận. Phi công đã nhanh chóng bung dù thoát nạn. Đây là máy bay quân sự thuộc sân bay Thành Sơn, tỉnh Ninh Thuận, đang bay diễn tập tại khu vực Láng Za Ó, thuộc địa bàn huyện Ninh Sơn thì gặp sự cố.
- Ngày 5 tháng 6 năm 2007, một chiếc L-39 bay huấn luyện thuộc Trung đoàn 910 Học viện Không quân Nha Trang, Quân chủng Phòng không Không quân - Bộ Quốc phòng xuất phát từ sân bay Thành Sơn thì va phải chim làm vỡ kính buồng lái, máy bay đâm xuống vùng biển thôn Vĩnh Trường, xã Phước Dinh, huyện Ninh Phước, tỉnh Ninh Thuận, cách bờ 2 km. Vụ tai nạn khiến hai phi công là Trần Văn Deo và Lê Lâm Phương hy sinh.
- Ngày 24 tháng 11, 2007: Khoảng 14h chiều, một chiếc MiG-21 thuộc Trung đoàn không quân Sao Đỏ thuộc Sư đoàn không quân Thăng Long xuất phát từ sân bay Kép, bị nạn tại xã Nam Tiến, huyện Phổ Yên, tỉnh Thái Nguyên, nhưng may mắn không có thiệt hại về người.
- Ngày 8 tháng 4 năm 2008: lúc 10 giờ sáng, chiếc máy bay An-26 thuộc Trung đoàn 918 Không quân (Gia Lâm) bị rơi tại một cánh đồng thuộc địa phận xã Tả Thanh Oai, huyện Thanh Trì (Hà Nội), cách trường học và khu dân cư vài trăm mét khiến 5 người trên máy bay hy sinh.[31]
- Sáng ngày 9 tháng 6 năm 2009, một chiếc máy bay chiến đấu Su-22M của trung đoàn không quân 923 khi đang bay luyện tập thì bất ngờ lao xuống đồi Bãi Chiêng, thôn Lạc Long II, xã Cẩm Phú, huyện miền núi Cẩm Thủy, tỉnh Thanh Hóa. Tại hiện trường, máy bay khi rơi xuống đã nát vụn và bốc cháy dữ dội, viên phi công đã hy sinh sau khi cố gắng điều khiển cho chiếc máy bay đâm cách xa khu vực dân cư.[32][33] Cố Bộ trưởng Bộ Quốc phòng Phùng Quang Thanh cho biết chiếc máy bay trên đã quá hạn sử dụng nhiều năm.[34]
- Chiều ngày 12 tháng 11 năm 2009, máy bay tiêm kích MiG-21 hai chỗ ngồi thuộc Đơn vị không quân C31, Đoàn Không quân B71, xuất phát từ sân bay Yên Bái, trong khi diễn tập gặp sự cố, đâm vào một nhà kho tại thành phố Yên Bái và phát nổ khiến hai phi công hy sinh.[35]

### Thập niên 2010
- Sáng ngày 29 tháng 5 năm 2010, một chiếc MiG-21 thuộc Đoàn không quân C40, sân bay Phù Cát bất ngờ phát nổ trong khi bay diễn tập và đâm sập tường nhà người dân tại xóm Phúc Mới thôn Nam Tượng 3, xã Nhơn Tân, huyện An Nhơn, tỉnh Bình Định làm 2 dân thường bị thương nhẹ. Phi công đã kịp bung dù nhảy ra khỏi máy bay và đáp xuống phải một mái nhà, bị kính cửa cắt vào bắp chân. Kể từ năm 2006 đến nay, đây lần thứ ba máy bay quân sự bị rơi trên địa bàn tỉnh Bình Định.[36]
- Vào 20h30 ngày 7 tháng 7 năm 2010, chiếc MiG-21 khác thuộc đơn vị C21, Đoàn không quân B71 rơi tại cánh đồng thôn 1, xã Thạch Đà, huyện Mê Linh. Nguyên nhân ban đầu được xác định là hỏng hệ thống dầu động cơ, dẫn đến mất áp suất dầu nén động cơ máy bay. Khi phát hiện bị sự cố, phi công Vũ Duy Minh đã cho máy bay hướng ra ngoại thành, cách xa khu vực dân cư và nhảy dù. Phi công chỉ bị xây xát nhẹ và không có thêm thương vong hay thiệt hại tài sản.[37]
- Vào 07h45 ngày 7 tháng 7 năm 2014, đúng 4 năm sau vụ tai nạn ở Mê Linh, chiếc trực thăng Mi-171 rơi gần sân bay Hòa Lạc, tại thôn 11 xã Thạch Hòa, huyện Thạch Thất, Hà Nội, 20 người trong đoàn gồm phi công là đại tá Hoàng Lại Long Phó tham mưu trưởng Trung đoàn 916, một trung tá, ba thiếu tá, tám chiến sĩ cùng 6 học viên sĩ quan đã hy sinh, một người duy nhất là trung úy Đinh Văn Dương sống sót và bị thương nặng.[38]
- Vào 07h23 ngày 28 tháng 1 năm 2015, chiếc UH-1 của trung đoàn 917, Sư đoàn không quân 370 cất cánh từ sân bay Tân Sơn Nhất gặp sự cố hỏng hóc liên quan hệ thống điều khiển, đâm xuống khu vực thuộc nông trường Phạm Văn Hai, Bình Chánh, Thành phố Hồ Chí Minh. Tổ bay gồm 4 người hy sinh.
- Vào 09h15 ngày 26 tháng 3 năm 2015, trực thăng Mi-8 số hiệu 7850 thuộc Sư đoàn Không quân 370 bị rơi ở độ cao 9-10m khi đang hạ cánh xuống sân bay đảo Phú Quý, tỉnh Bình Thuận làm 3 người trong tổng số 8 người (4 hành khách và 4 phi hành đoàn) bị thương. Chiếc trực thăng quân sự cất cánh từ sân bay Thành Sơn, Phan Rang đến Phú Quý làm nhiệm vụ thì gặp nạn[39].
- Vào 11h45 ngày 15 tháng 4 năm 2015, hai máy bay Su-22M4 của Trung đoàn 937, thuộc Sư đoàn 370 Không quân bay huấn luyện từ sân bay Thành Sơn, Phan Rang thì bị va chạm và rơi gần khu vực đảo Phú Quý. Hai phi công đã hy sinh là Trung tá Lê Văn Nghĩa lái máy bay số hiệu 5857, chức vụ Phó Trung đoàn trưởng Trung đoàn 937, Sư đoàn 370 và Đại úy Nguyễn Anh Tú, điều khiển máy bay số hiệu 5863, Phi đội phó Phi đội 1, Trung đoàn 937.
- Vào 7h30 ngày 14 tháng 6 năm 2016, chiếc Su-30MK2 số hiệu 8585 thuộc Trung đoàn không quân 923 (Yên Thế), Sư đoàn 371 trong khi bay đội hình xuất phát từ sân bay Sao Vàng thì gặp nạn tại khu vực Hòn Mắt. Trên máy bay mất tích có Thượng tá, Tham mưu trưởng Trung đoàn 923 Trần Quang Khải và thiếu tá Nguyễn Hữu Cường, Phó phi đội trưởng Phi đội bay Su-30, phi đội trưởng của Trung đoàn 927. Đây là máy bay Su-30 đầu tiên bị rơi trong lịch sử Không quân Việt Nam. Sáng ngày 15 tháng 6, phi công Nguyễn Hữu Cường được một tàu đánh cá của ngư dân Hà Tĩnh phát hiện, cứu và được đưa vào bờ an toàn. Vào lúc 18h ngày 17 tháng 6, thi thể của phi công Trần Quang Khải được tàu cá của ngư dân Thanh Hóa phát hiện ở vị trí cách Hòn Mê 33 hải lý.[40]
- Vào 12h30 ngày 16 tháng 6 năm 2016, máy bay CASA 212 mang số hiệu 8983 thuộc lực lượng Cảnh sát biển Việt Nam đang trên đường tìm kiếm Thượng tá Trần Quang Khải mất tích trong vụ rơi máy bay Su-30 ngày 14 tháng 6 thì mất tích trên vùng biển gần đảo Bạch Long Vĩ. Trên máy bay có 5 sĩ quan cấp úy, 4 sĩ quan cấp tá đều thuộc Lữ đoàn vận tải 918, Quân chủng Phòng không Không quân. Đến sáng ngày 17 tháng 6 các mảnh vỡ máy bay CASA 212 được tìm thấy và trục vớt. Trong số những người đã hy sinh có Đại tá Lê Kiêm Toàn, Lữ đoàn trưởng Lữ đoàn 918.
- Vào 8h20 ngày 26 tháng 8 năm 2016, máy bay huấn luyện Aero L-39 Albatros mang số hiệu 8705 thuộc Trung đoàn Không quân 910, Trường Sĩ quan không quân đang thực hiện bay huấn luyện thì gặp nạn và rơi ở Hòa Thành, Đông Hòa, Phú Yên. Tai nạn làm thượng sĩ Phạm Đức Trung, học viên phi công khóa K41, Trường Sĩ quan không quân hy sinh.
- Vào lúc 07h40 sáng 18 tháng 10 năm 2016, máy bay trực thăng EC-130 số hiệu 8632 của Trung tâm Huấn luyện thuộc Tổng Công ty Trực thăng Việt Nam, thực hiện bay huấn luyện tại Vũng Tàu. Đến 08h03 máy bay rơi xuống khu vực Tây Bắc núi Dinh, cách sân bay Vũng Tàu khoảng 25 km, bốc cháy và gây tiếng nổ lớn tại đây. Trên máy bay có 3 sĩ quan, gồm 1 giáo viên là đại úy Dương Lê Minh cùng 2 học viên là trung úy Đặng Đình Duy và trung úy Nguyễn Văn Tùng. Đến 12h trưa ngày 19 tháng 10 đã tìm thấy xác máy bay tại khe Ba Quan (đoạn giữa Hang Mai và Thiền viện Viên Không).[41][42]
- Vào lúc 11h35 ngày 26 tháng 07 năm 2018, máy bay Su-22UM3K số hiệu 8551 của Trung đoàn 921, thuộc Sư đoàn 371, Quân chủng Phòng không - Không quân trong lúc bay huấn luyện chiến đấu đã bị mất liên lạc, sau xác định bị rơi tại khu vực đồi núi làng Dừa, xã Nghĩa Yên, huyện Nghĩa Đàn, tỉnh Nghệ An. Hai phi công có mặt trên máy bay là Trung tá Khuất Mạnh Trí, SN 1978, Phó Trung đoàn trưởng, Tham mưu trưởng của Trung đoàn 921 và Thượng tá Phạm Giang Nam, SN 1972, chủ nhiệm bay của Trung đoàn 921 đều đã hy sinh.[43][44]
- Vào lúc 9h ngày 14 tháng 6 năm 2019, máy bay Yakovlev Yak-52 mang số hiệu 09 của Trung đoàn 920 thuộc Trường Sĩ quan Không quân trong quá trình bay huấn luyện đã xảy ra tai nạn tại xã Suối Tân, huyện Cam Lâm, tỉnh Khánh Hòa khiến hai phi công có mặt trên máy bay hy sinh.[45]
- Ngày 23 tháng 4 năm 2019, Trung đoàn không quân 921 đã xảy ra vụ tai nạn bay ở sân bay Yên Bái, phi công nhảy dù thoát được và 1 máy bay Su-22M4 bị hư hỏng nhẹ, sau đó đem về Trường Sĩ Quan không quân Việt nam (huấn luyện bay Nha Trang) làm học cụ để đào tạo kỹ thuật hàng không cho các học viên kỹ thuật: Máy bay mang số hiệu 5858.

### Thập niên 2020
- Sáng ngày 12 tháng 1 năm 2022, máy bay Diamond DA20-C1 của Công ty cổ phần Trường hàng không New Zealand trong quá trình bay huấn luyện đã xảy ra tai nạn tại sân bay Chu Lai, tỉnh Quảng Nam. Máy bay bị lao ra ngoài đường băng hơn 60 mét lúc hạ cánh, máy bay bị gãy cánh quạt, càng trước và đuôi. Phi công có mặt trên máy bay đã tự thoát ra khỏi máy bay bị nạn, không bị thương.[46]
- Vào lúc 12h09 ngày 31 tháng 01 năm 2023, máy bay Su-22M4 số hiệu 5873 của Trung đoàn Không quân 921, Sư đoàn 371 xuất phát từ Sân bay Quân sự Yên Bái để thực tập huấn luyện gặp sự cố và rơi ở gần Yên Bái làm phi công điều khiển là Đại úy Trần Ngọc Duy hy sinh.[47]
- Chiều ngày 5 tháng 4 năm 2023, trực thăng Bell 505 của Công ty Trực thăng Miền Bắc trong khi bay du ngoạn thăm quan Vịnh Hạ Long thì bị rơi tại khu vực đảo Hòn Dép sau 10 phút cất cánh từ đảo Tuần Châu làm một phi công và 4 du khách thiệt mạng.[48]
- Ngày 9 tháng 1 năm 2024, máy bay Su-22M4 số hiệu 5880 thuộc Trung đoàn Không quân 921, Sư đoàn 371 rơi khi đang bay huấn luyện khiến một người dân gần đó bị mảnh vỡ bay trúng, bị thương nhẹ. Phi công kịp nhảy dù trước khi máy bay đâm xuống.[49][50]
- Ngày 6 tháng 11 năm 2024, máy bay YAK-130 số hiệu 2101 thuộc Trường Sĩ quan Không quân, Quân chủng Phòng không - Không quân tổ chức ban bay huấn luyện ngày tại sân bay Phù Cát, bay bài 208, do đại tá Nguyễn Văn Sơn, Trung đoàn trưởng, bay buồng trước và thượng tá Nguyễn Hồng Quân, chủ nhiệm bay, bay buồng sau. Máy bay cất cánh lúc 9h55, đến 10h38 khi kết thúc bài bay về hạ cánh, phi công báo cáo tình trạng máy bay thả càng không ra, đồng thời thực hiện các biện pháp xử lý tình huống thả càng khẩn cấp nhưng vẫn không được, hai phi công đã nhảy dù lúc 10h51 tại khu vực Trường bắn TB2, Tây Sơn, Bình Định.Tối ngày 6 tháng 11 hai phi công được tìm thấy với tình trạng xây xát nhẹ.